# کریسمس مبارک
«کریسمس مبارک» (به انگلیسی: Happy Holiday) نام اثر موسیقایی مشهوری از ایروینگ برلین ساخته‌شده در سال ۱۹۴۲ میلادی است. این آهنگ اولین بار در سال ۱۹۴۲ با به کار رفتن در فیلم مسافرخانهٔ تعطیلات توسط بینگ کرازبی معرفی شد.